# 衛台揆
衛台揆（？—？），字枚吉，號南村，山西曲沃人，清朝官員。

## 生平
清朝大學士衛周祚之侄，衛台揆為蔭生，於康熙三十五年（1696年）接替靳治扬任福建漳州知府，康熙四十一年（1702年）轉調臺灣府知府。任內建崇文書院，設義學。康熙四十六年（1706年）任滿，升任廣東鹽運使。身後留有《南村年譜》。